# Karl Slevogt
Karl Joachim Slevogt (* 29. Dezember 1876 in Sparneck; † 6. September 1951 in Weilheim) war ein deutscher Konstrukteur, Automobilpionier und -rennfahrer.

## Leben
Karl Slevogt war das Älteste von fünf Kindern des Sparnecker Forstmeisters Franz Karl Slevogt und Cousin des Malers Max Slevogt. Sein Studium am Technikum Mittweida beendete er 1898 als Maschinenbauingenieur. Nach Absolvierung des Militärdienstes in Bayreuth wurde er 1901 technischer Leiter und erster Konstrukteur bei dem Unternehmen Cudell Motor Compagnie in Aachen. Dort entwickelte er vor allem Zwei- und Vierzylindermotoren. Er hat 1904 als erster den Waldstein mit dem Auto befahren. Sein Sohn Karl Eugen Slevogt war Physiker und Unternehmensgründer.

## Wirken

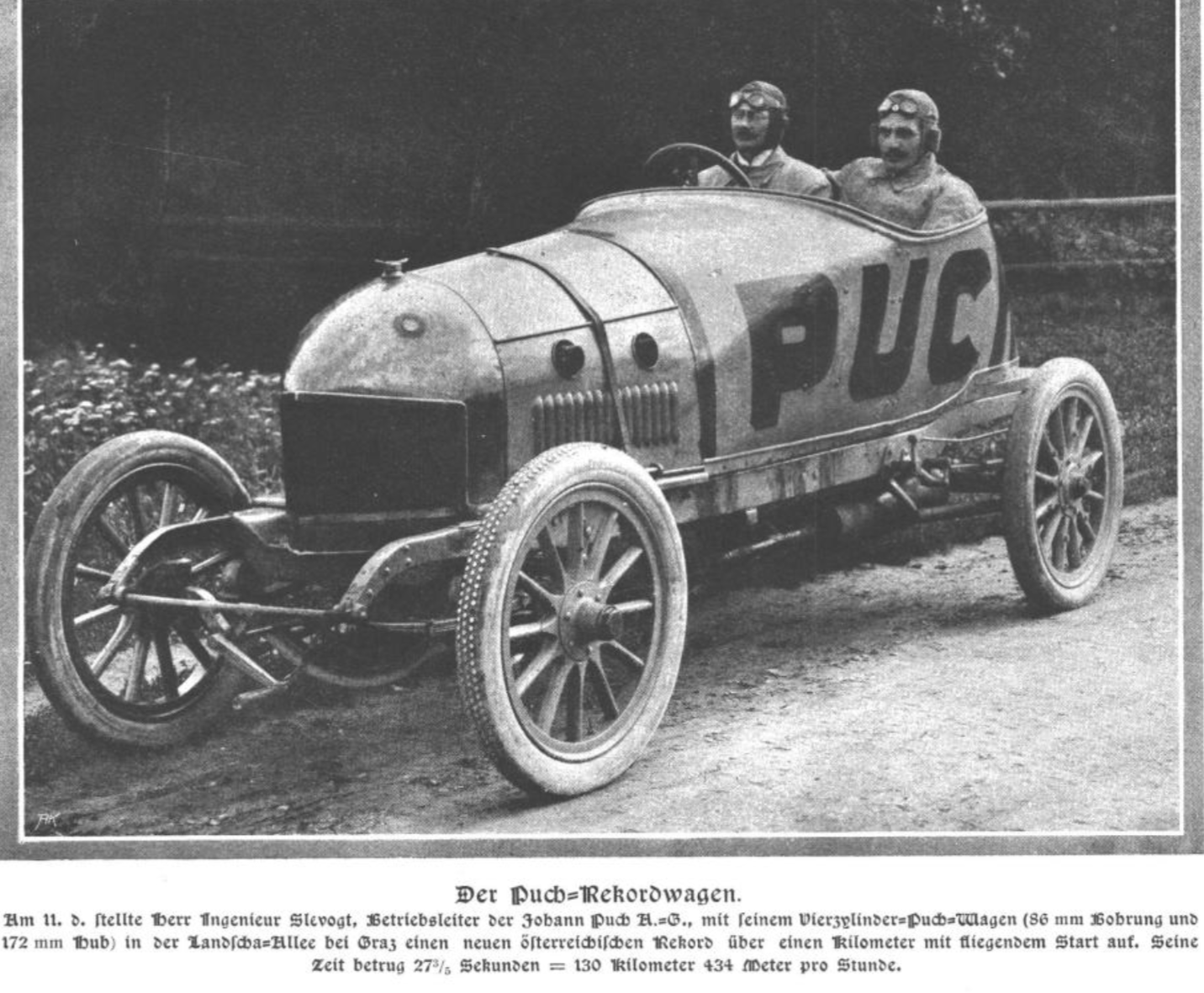
Puch-Rekordwagen von Karl Slevogt in Graz

1906 begann Slevogt bei Laurin & Klement als Chefkonstrukteur. Im Herbst 1907 wechselte er als technischer Leiter und Konstruktionschef zu den Puch-Werken in Graz. 1910 wurde er erster Konstrukteur bei A. Ruppe & Sohn, den späteren Apollo-Werken, in Apolda. Die dort von ihm entwickelten Automobile trugen den Namen Apollo, der 1910 auch als Unternehmensname übernommen wurde. Slevogt führte dort die Wasserkühlung, moderne Karosserieformen und einzeln aufgehängte Vorderräder ein, was zum Erfolg der Marke beitrug. Ab 1913 wirkte er als technischer Direktor auch in der Geschäftsführung mit. Als Fahrwart des ADAC Thüringen wird ihm die Entdeckung der Schleizer Dreiecksrennstrecke 1922 zugeschrieben. 1922 und 1923 gewann Karl Slevogt auf Apollo 4/20 PS das Rennen der Automobile 5 PS bei der Bergprüfungsfahrt Solitude und beim Solitude Bergpreis in Stuttgart.
Von 1924 bis 1927 war Karl Slevogt technischer Direktor der Selve Automobilwerke A.G. in Hameln. Von dieser Zeit an war er selbständig als freier Konstrukteur und Sachverständiger tätig. Karl Slevogt war mit seinen Konstruktionen als Rennfahrer erfolgreich und stellte mehrere Rekorde auf. 1909 stellte er einen Geschwindigkeitsrekord für Vierzylinderwagen in einem Puch-Rennwagen auf, der mehr als 15 Jahre als ungebrochen galt. Unter anderem gewann er 1911 ein Rennen in Ostende mit einem Apollo-Rennwagen und stellte mit 108 km/h einen Weltrekord auf. 1929 belegte er bei einem Rennen den zweiten Platz hinter Rudolf Caracciola.